# Platyhelluo
Platyhelluo is een geslacht van kevers uit de familie van de loopkevers (Carabidae). De wetenschappelijke naam van het geslacht is voor het eerst geldig gepubliceerd in 2005 door Baehr.

## Soorten
Het geslacht Platyhelluo is monotypisch en omvat slechts de volgende soort:
- Platyhelluo weiri Baehr, 2005